# 纤细鸟属
纤细鸟属（学名：Gracilornis）是早期鸟类已灭绝的一属，生存于早白垩世阿普第期。纤细鸟属于反鸟亚纲华夏鸟科，化石产自中国辽西，为朝阳市九佛堂组发现的一个接近完整的颅骨及颅后骨骼。该属由李莉和侯世林于2011年首次命名，模式种是九佛堂纤细鸟（Gracilornis jiufotangensis）。属名敢自拉丁语gracilis（纤细的）及希腊语ornis（鸟），指这种鸟纤细的骨骼。种小名取自出土正模标本的九佛堂组。